# San Vicente Tancuayalab
San Vicente Tancuayalab è una municipalità dello stato di San Luis Potosí, nel Messico centrale, il cui capoluogo è la omonima località.
Conta 14.958 abitanti (2010) e ha una estensione di 517,97 km².